# كتلة مخفضة

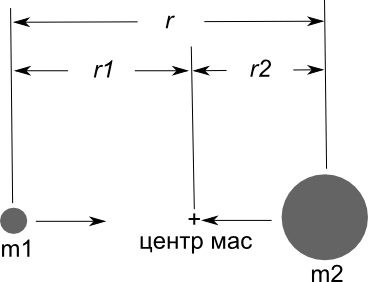

الكتلة المخفضة  في الفيزياء (بالإنجليزية: Reduced mass) هي كتلة الجسم «الفعالة» عند التعامل مع نظام مكون من جسمين يتحركان طبقا لقانون نيوتن الثاني. وهي كمية تقدر بوحدة الكتلة وعن طريقها يمكن حل مسائل حركة جسيمين ومعاملتهما كما لو كانا يشكلان جسما واحدا، وهي مبنية على مراعاة مركز الثقل بين الجسمين .
وتستعمل حسابات الكتلة المخفضة في الحسابات الفلكية مثل دوران كوكب حول نجمه و دراسة حركة النجوم الثنائية ، وكذلك في الفيزياء الذرية لدراسة حركة الإلكترون حول نواة الذرة وغيرها.
يجب ملاحظة أن اعتبار الكتل المخفضة في حل مسائل الجاذبية بين جسمين لا تؤثر على قوة الجاذبية بينهما. وستبين المعادلات الآتية معني استخدام الكتل المخفضة في التعامل مع مسالة جسمين أثنين يتحركان وبينهما إما قوة الجاذبية أو مرتبطان بقوة كهرومغناطيسية.
باعتبار جسمين، كتلة أحدهما {\displaystyle m_{1}\!\,} والآخر كتلته
{\displaystyle m_{2}\!\,} يدوران حول مركز الثقل ، هذا النظام يكافئ نظام مكون من جسم واحد عندما ندرس حركته على أساس حركة مركز الثقل:
{\displaystyle m={\frac {m_{1}m_{2}}{m_{1}+m_{2}}}\ ,\quad {1 \over m}={1 \over m_{1}}+{1 \over m_{2}}\ .}
وبحسب كتلة الجسم الأكبر {\displaystyle m_{1}\geq m_{2}} تبلغ الكتلة المخفضة بين math>m_2/2</math> و {\displaystyle m_{2}}.
في مسائل حركة الكواكب أو حركة إلكترون في مجال كولوم حول نواة الذرة فإن كتلتي الجسمين في كل نظام قد تختلف اختلافا كبيرا . في تلك الحالة تصل الكتلة المخفضة للجسم الأصغر إلى كتلته ذاتها.
{\displaystyle m={\frac {m_{2}}{1+m_{2}/m_{1}}}\approx m_{2}(1-{\frac {m_{2}}{m_{1}}})\approx m_{\mathrm {2} }\ .}
في كتب الفيزياء يعبر عن الكتلة المخفضة بالرمز µ .

## استنباط الكتلة المخفضة
باعتبار وجود قوة تآثر بين الجسمين (تجاذب) يمكننا كتابة معادلات الحركة للجسمين حيث موقع الأول {\displaystyle {\vec {r}}_{1}} وموقع الثاني {\displaystyle {\vec {r}}_{2}} :
{\displaystyle m_{1}{\frac {\mathrm {d} ^{2}{\vec {r}}_{1}}{\mathrm {d} t^{2}}}={\vec {F}}\ ,\quad m_{2}{\frac {\mathrm {d} ^{2}{\vec {r}}_{2}}{\mathrm {d} t^{2}}}=-{\vec {F}}\ .}
وبجمع المعادلتين نحصل على مركز الثقل :
{\displaystyle {\vec {R}}={\frac {m_{1}{\vec {r}}_{1}+m_{2}{\vec {r}}_{2}}{M}}\ ,\quad M=m_{1}+m_{2}\ ,}
ومعادلة الحركة لجسم حر يتحرك بسرعة منتظمة ومستقيمة تكون :
{\displaystyle M\,{\ddot {\vec {R}}}=0}
أو :
{\displaystyle {\vec {R}}(t)={\vec {R}}(0)+t\,{\vec {v}}(0)\ }
وبقسمة معادلة الحركة على كتلتي الجسمين وطرحهما من بعض، نحصل على المسافة :
{\displaystyle {\vec {r}}={\vec {r}}_{1}-{\vec {r}}_{2}}
ومعادلة الحركة:
{\displaystyle {\frac {\mathrm {d} ^{2}}{\mathrm {d} t^{2}}}({\vec {r}}_{1}-{\vec {r}}_{2})=({\frac {1}{m_{1}}}+{\frac {1}{m_{2}}}){\vec {F}}={\frac {1}{m}}{\vec {F}}\ ,\quad m\,{\frac {\mathrm {d} ^{2}{\vec {r}}}{\mathrm {d} t^{2}}}={\vec {F}}\ .}
ونجد أنه يتحرك كما لو كان جسما واحدا ذو كتلة مخفضة مقدارها {\displaystyle m} تحت تأثير القوة {\displaystyle {\vec {F}}\,}.

## وصلات خارجية
- Reduced Mass on HyperPhysics

## اقرأ أيضا
- قانون نيوتن الثاني
- مركز ثقل
- نصف قطر بور
- قوانين كبلر